# Chiquititas (telenovela argentina)
Chiquititas es una serie infantil argentina producida por Cris Morena a través de Grupo Telefe y emitida por Telefe desde el 14 de agosto de 1995 hasta el 12 de agosto de 2001. Fue protagonizada por Romina Yan, Grecia Colmenares, Romina Gaetani y Agustina Cherri. También contó con las actuaciones de Hilda Bernard, Natalia Lobo, Jorge Rivera López, Susana Ortiz, Susana Lanteri, Bárbara Estrabou, Mónica Villa, Millie Stegman, Lucas Ferraro, Patricia Sosa y Maria Roji en los roles antagónicos. 
Contó con las actuaciones infantiles de María Jimena Piccolo, Agustín Sierra, Marcela Kloosterboer, Camila Bordonaba, Luisana Lopilato, Benjamín Rojas, Felipe Colombo, Manuela Pal, Micaela Vázquez, Diego Mesaglio, Santiago Stieben, Ezequiel Castaño, Celeste Cid, entre muchos otros.
En 2001 se estrenó la versión cinematográfica en el largometraje Chiquititas, rincón de luz producido por RGB Entertainment y Telefe. La película fue protagonizada por Romina Yan y Facundo Arana.
En 2003 se realizó una versión derivada de la serie, llamada Rincón de Luz, emitida en Canal 9 y protagonizada por Soledad Pastorutti, Guido Kaczka y Alejandra Darín y que los llevó a una gira por Israel. En 2006 se realizó una nueva versión, titulada Chiquititas sin fin y protagonizada por Jorgelina Aruzzi, Gastón Ricaud (quien ya había protagonizado la temporada 7) y Alejo García Pintos.
Chiquititas impactó notablemente en la cultura popular argentina, siendo considerada un «fenómeno social y cultural» y consagrándose como «una de las mejores y más exitosas telenovelas infantiles en la historia de la televisión de ese país», al ser aclamada como pionera en el género infantil-juvenil. La telenovela fue la más longeva en la historia de la televisión argentina, con 7 temporadas ininterrumpidas al aire y más de mil episodios. Además, contó con seis temporadas teatrales que rompieron récords de asistencia, superando el millón de espectadores y convirtiéndose en el mayor récord de audiencia en la historia del teatro de ese país. Su éxito derivó con el lanzamiento de una variada mercadotecnia que incluyó diversos productos dirigidos a niños y preadolescentes, además de varios discos musicales que alcanzaron importantes ventas. Durante su emisión, el programa ha recibido numerosos premios y reconocimientos, entre los que se destacan varios Premios Martín Fierro, Premios Gardel y un Grammy Latino. A nivel internacional, Chiquititas fue emitida en más de 36 países (destacan Latinoamérica e Israel), logrando ser la primera telenovela infantil de habla hispana en alcanzar un considerable reconocimiento de audiencia internacionalmente y una de las telenovelas infantiles argentinas más exitosas en el extranjero. Asimismo, tuvo una versión mexicana, dos adaptaciones brasileñas y otras dos adaptaciones realizadas en Portugal y Rumania.

## Sinopsis
Un grupo de niños y adolescentes huérfanos y desprotegidos son explotados y descuidados por un mundo de adultos que han dejado de creer. La telenovela, a lo largo de sus temporadas, atraviesa diferentes géneros como el fantástico, la aventura y la acción.

## Protagonistas
Sus principales protagonistas fueron Romina Yan, Agustina Cherri, Facundo Arana, Gabriel Corrado, Fernán Mirás, Grecia Colmenares, Darío Grandinetti, Romina Gaetani, Iván Espeche y Gastón Ricaud.
Entre otros protagonistas encontramos a Guido Kaczka, Natalia Lobo, Gladys Florimonte, Susana Ortiz, Millie Stegman, Marcela Kloosterboer, Mariano Bertolini, Patricia Sosa, Pablo Lizaso, Ricardo Lavié, Hugo Cosiansi, Guadalupe Martínez Uría, Viviana Puerta, Simón Pestana, Irene Almus, David Bianco y María Rojí.
Como protagonistas juveniles tiene a agustina dantiacq, Nadia di Cello, Camila Bordonaba, María Jimena Piccolo, Daniella Mastricchio, Ezequiel Castaño, Georgina Mollo, Santiago Stieben, Diego Mesaglio, Guillermo Santa Cruz, Nicolás Goldschmidt, Sofía Recondo, Celeste Cid, Benjamín Rojas, Sebastián Francini, Luisana Lopilato, Felipe Colombo Eguía, Cristián Belgrano, Agustín Sierra, Natalia Melcon, Milagros Flores, Federico Barón y  Diego García.
Como co-protagonistas tiene a Trinidad Alcorta, Luciano Castro, Michel Brown, Gustavo Guillén, Lucas Ferraro, Chino Fernández, Nano Recondo, Manuel Martínez y David Masajnik.
Contó con las actuaciones estelares de Hilda Bernard, Alberto Fernández de Rosa, Susana Lanteri, Alicia Zanca, Thelma Biral, Horacio Ranieri, Mónica Villa, Jorge Martínez, Tincho Zabala, Mabel Landó y Jorge Rivera López.
Contó con muchas participaciones especiales como las de Lucrecia Capello, Vita Escardó, Pasta Dioguardi, Max Berliner, Carlos Kaspar, Sergio Denis, Pablo Echarri, Claudio Da Passano, Divina Gloria, Adriana Salonia, Andrea del Boca, Graciela Stéfani, Emanuel Ortega, Ricardo Darín, Ernesto Claudio, Lidia Catalano, Gigí Ruá, César Bordón, Gustavo Guillén, Abel Sáenz Buhr, Omar Calicchio.

## Temporadas y episodios
| Temporada | Temporada | Episodios | Episodios | Lanzamiento original | Lanzamiento original    |
| Temporada | Temporada | Episodios | Episodios | Primera emisión      | Última emisión          |
| --------- | --------- | --------- | --------- | -------------------- | ----------------------- |
|           | 1         | 155       | 155       | 14 de agosto de 1995 | 15 de marzo de 1996     |
|           | 2         | 206       | 206       | 18 de marzo de 1996  | 31 de diciembre de 1996 |
|           | 3         | 175       | 175       | 14 de abril de 1997  | 12 de diciembre de 1997 |
|           | 4         | 154       | 154       | 27 de abril de 1998  | 27 de noviembre de 1998 |
|           | 5         | 173       | 173       | 5 de abril de 1999   | 3 de diciembre de 1999  |
|           | 6         | 144       | 144       | 2 de mayo de 2000    | 24 de noviembre de 2000 |
|           | 7         | 10        | 10        | 17 de junio de 2001  | 12 de agosto de 2001    |

### Primera temporada (1995-96)
El hogar de huérfanas, Rincón de luz, cuenta con un total de ocho internas: Mili, Georgina, Vero, Cynthia, Laura, Maru, Michelle y Romina, más tarde se integrarían Jimena, Carolina y Sol, (que aunque no era del hogar estaba mucho allí). El personal se encuentra constituido por Emilia, la directora; Ernestina, la celadora; Saverio, el chef; Clarita, la mucama y profesora de baile; y Matilde, la celadora que reemplaza a Ernestina, más tarde. Todo bajo el mando de los hermanos, Carmen y Ramiro Morán. A causa de un malentendido, Emilia es despedida de su cargo y es nombrada una nueva directora: la novia de Ramiro, la modelo Gynette Monier. Se trata de una mujer resentida e inescrupulosa que solo busca quedarse con la casa que fue la de su infancia y que, supuestamente, Ramiro arrebató a su padre. Por otro lado, Belén Fraga trabaja en la fábrica de pastas de los Morán y, con el tiempo, comienza un amor prohibido con su jefe, Martín Morán, hijo de Ramiro. También tiene la tutela de la pequeña Sol, ya que su madre Leticia muere, a quien Ramiro Morán quiere robarle. Belén es ahijada de Saverio y, gracias a él, llega a conocer a las chicas del hogar, con quienes forma un vínculo maternal y de amor.
En esta temporada ocurre la salida de Romina y Michelle.

#### Elenco
| Actores                   | Papel                       | Rol                   |
| ------------------------- | --------------------------- | --------------------- |
| Romina Yan                | Belén Fraga                 | Protagonista          |
| Gabriel Corrado           | Martín Morán                | Protagonista          |
| Fernán Mirás              | Facundo Brausen             | Principal             |
| Alberto Fernández de Rosa | Saverio "Gallego" Fernández | Principal             |
| Hilda Bernard             | Carmen Morán                | Antagonista           |
| Susana Ortiz              | Matilde Carrasco            | Antagonista           |
| Jorge Rivera López        | Ramiro Morán                | Antagonista           |
| Natalia Lobo              | Gynette Monier              | Antagonista           |
| Viviana Puerta            | Gabriela Morán              | Principal             |
| Trinidad Alcorta          | Clara "Clarita"             | Principal             |
| Guido Kaczka              | Felipe "Piojo" Fraga        | Principal             |
| Agustina Cherri           | Milagros "Mili" Urién       | Protagonista Infantil |
| Daniella Mastricchio      | Sol Rivera                  | Protagonista Infantil |
| Ezequiel Castaño          | Cristián "Mosca" Gómez      | Protagonista Infantil |
| María Jimena Piccolo      | Jimena Gómez                | Protagonista Infantil |
| Georgina Mollo            | Georgina                    | Protagonista Infantil |
| Solange Verina            | Verónica "Vero" Cisneros    | Protagonista Infantil |
| Marianela Pedano          | Mariela "Maru" Cisneros     | Protagonista Infantil |
| Cinthia Manchado          | Cinthia Álvarez             | Protagonista Infantil |
| María Laura Vicos         | Laura "La Colo"             | Protagonista Infantil |
| Michelle Meeus            | Michelle                    | Protagonista Infantil |
| Romina Lotoczko           | Romina                      | Protagonista Infantil |
| Mabel Landó               | Valentina Pereira           | Principal             |
| Gladys Florimonte         | Ernestina Correa            | Principal             |
| Lucrecia Capello          | Emilia Gutiérrez            | Recurrente            |
| Hugo Cosiansi             | Hernán Ochoa                | Recurrente            |
| Guadalupe Martínez Uría   | Dolores Agüero              | Recurrente            |
| Octavio Borro             | Tobías Echagüe              | Recurrente            |
| Luciano Castro            | Luciano "Tano" Ponce        | Recurrente            |
| Mariano "Chino" Fernández | Pablo "Pochi" Marenco       | Recurrente            |
| Nano Recondo              | Facha                       | Recurrente            |
| Noelia Castaño            | Lorena Sánchez              | Recurrente            |
| Natalia Lalli             | Carolina Hernández          | Recurrente            |
| Nilda Raggi               | Lala                        | Recurrente            |
| Abel Sáenz Buhr           | Fernando Agüero             | Recurrente            |
| Pablo Matar               | Julián                      | Recurrente            |
| Nicolás Leivas            | Matías                      | Recurrente            |
| Juan Pablo Martínez       | Pablo                       | Recurrente            |
| Bryan Forciniti           | Lucio                       | Recurrente            |
| Vita Escardó              | Leticia Rivera              | Recurrente            |

### Segunda temporada (1996)
El hogar se vuelve mixto incorporando por 5 varones: Corcho (Diego Mesaglio), Roña (Santiago Stieben), Mosca (Ezequiel Castaño), Guillermo (Guillermo Santa Cruz) y Santiago (Mauricio García); también se sumaron Tamara (Giuliana Darioli), Florencia (Manuela Pal), Pilar (Brenda Díaz), Carolina (Bárbara Estrabou) y Nadia (Nadia di Cello). Además, se suman al hogar Andy (Simón Pestana), el profesor de gimnasia de los chicos, y Tommy (Michel Brown), profesor de música. Carmen sigue al mando del hogar, con sus maldades, con ayuda de Matilde (Susana Ortiz). Belén se separa de Martín, e ingresa al hogar como nueva directora. Facundo Brausen (Fernán Mirás), el médico pediatra del hogar será el nuevo amor de Belén.
En esta temporada ocurren las salidas de Maru, Vero, Cinthia, Laura "La Colo", de las 10 originales, Tamara, pilar y Flor.

#### Elenco
| Actores                   | Papel                       | Rol                   |
| ------------------------- | --------------------------- | --------------------- |
| Romina Yan                | Belén Fraga                 | Protagonista          |
| Fernán Mirás              | Facundo Brausen             | Protagonista          |
| Hilda Bernard             | Carmen Morán                | Antagonista           |
| Alberto Fernández de Rosa | Saverio "Gallego" Fernández | Principal             |
| Guido Kaczka              | Felipe "Piojo" Fraga        | Principal             |
| Susana Ortiz              | Matilde Carrasco            | Antagonista           |
| Viviana Puerta            | Gabriela Morán              | Principal             |
| Trinidad Alcorta          | Clara "Clarita"             | Principal             |
| Jorge Martínez            | Jorge Clementi              | Principal             |
| Tincho Zabala             | Alejandro Clementi          | Recurrente            |
| Simón Pestana             | Andrés Costa                | Principal             |
| David Masajnik            | Padre Sebastián             | Principal             |
| Michel Brown              | Tomás Linares Pintos        | Principal             |
| Agustina Cherri           | Milagros Urién              | Protagonista Infantil |
| Daniella Mastricchio      | Sol Rivera                  | Protagonista Infantil |
| Ezequiel Castaño          | Cristián "Mosca" Gómez      | Protagonista Infantil |
| María Jimena Piccolo      | Jimena Gómez                | Protagonista Infantil |
| Georgina Mollo            | Georgina                    | Protagonista Infantil |
| María Laura Vicos         | Laura "La Colo"             | Protagonista Infantil |
| Solange Verina            | Verónica Cisneros           | Protagonista Infantil |
| Marianela Pedano          | Mariela Cisneros            | Protagonista Infantil |
| Cinthia Manchado          | Cinthia Álvarez/Clementi    | Protagonista Infantil |
| Daniel Rodrigo Martins    | Javier Mendoza              | Recurrente            |
| Bárbara Estrabou          | Carolina Berti              | Recurrente            |
| Nadia di Cello            | Nadia Cáceres               | Recurrente            |

#### Participación
| Actores                   | Papel                    | Participación |
| ------------------------- | ------------------------ | ------------- |
| Gabriel Corrado           | Martín Morán             | Cameo         |
| Marta Cerain              | Enriqueta Linares Pintos | Recurrente    |
| Lucrecia Álvarez          | Mecha                    | Recurrente    |
| Graciela Gómez Traverso   | Dorys Brucner            | Recurrente    |
| Carlos Kaspar             | Herbert Crans            | Recurrente    |
| Silvina Rigada            | Vicky                    | Recurrente    |
| Natalia Roncolato         | Anita                    | Recurrente    |
| Victoria Shocrón          | Adela Pacheco            | Recurrente    |
| Sergio Denis              | Sergio Denis             | Recurrente    |
| Juan Pablo Martínez Itria | Nacho                    | Recurrente    |
| Camila Bordonaba          | Patricia "Pato" Basualdo | Invitada      |
| Jonathan Rendón           | Leo                      | Invitado      |

### Tercera temporada (1997)
Los chicos junto con Belén, Facundo, Saverio y Piojo, tienen que abandonar el hogar y buscar una nueva casa; en su lugar, encuentran un lugar mágico y con vida propia donde refundan el nuevo Rincón de luz. Llegan al nuevo hogar nuevos chicos: Patricia (Camila Bordonaba), Nicolás (Nicolás Goldschmidt) y Mora Polyana López. También los vecinos Delfina (Valeria Díaz), Barbarita (Celeste Cid), Barracuda ( Diego García), Matías (Alfonso Burgos), Rana (Luciano Sposo), Coco (Carlos Pedevilla), Marcos “Marquitos” (Alan Pañale), Quela (Macarena Comas), Lila (Carolina Valverde) y Paul (Paul Jeannot). Elena "La Momia" Kruegger (Susana Lanteri), es la nueva y malvada ama de llaves, que esconde a su nieta, Lucía (Sofía Recondo), en el altillo. Aparece Alejo Méndez Ayala (Facundo Arana), el padre biológico de Sol, que quiere quitarle la tenencia a Belén. También aparece el hermano gemelo de Alejo, Manuel Méndez Ayala. Belén y Facundo terminan su relación cuando este se va a vivir a Estados Unidos con su hijo y su exesposa. Carmen termina en prisión luego de que Milagros y Gabriela descubren que son madre e hija.

#### Elenco
| Actores                   | Papel                                  | Rol                   |
| ------------------------- | -------------------------------------- | --------------------- |
| Romina Yan                | Belén Fraga                            | Protagonista          |
| Fernán Mirás              | Facundo Brausen                        | Protagonista          |
| Facundo Arana             | Alejo Méndez Ayala/Manuel Méndez Ayala | Principal             |
| Alberto Fernández de Rosa | Saverio "Gallego" Fernández            | Principal             |
| Guido Kaczka              | Felipe "Piojo" Fraga                   | Principal             |
| Viviana Puerta            | Gabriela Morán                         | Principal             |
| Susana Lanteri            | Elena Kruegger                         | Antagonista           |
| Hilda Bernard             | Carmen Morán                           | Antagonista           |
| Claudio da Passano        | Raúl Garvañatti                        | Principal             |
| Michel Brown              | Tomás "Tommy" Linares Pintos           | Recurrente            |
| Agustina Cherri           | Milagros Urién/Morán                   | Protagonista Infantil |
| Daniella Mastricchio      | Sol Rivera/Méndez Ayala                | Protagonista Infantil |
| Ezequiel Castaño          | Cristián "Mosca" Gómez                 | Protagonista Infantil |
| María Jimena Piccolo      | Jimena Gómez del Solar                 | Protagonista Infantil |
| Georgina Mollo            | Georgina                               | Protagonista Infantil |
| Guillermo Santa Cruz      | Guillermo Estevez                      | Protagonista Infantil |
| Diego Mesaglio            | Guadalberto "Corcho" Tapón             | Protagonista Infantil |
| Santiago Stieben          | Luis Facundo Andrés “Roña” González    | Protagonista Infantil |
| Nadia di Cello            | Nadia Cáceres                          | Protagonista Infantil |
| Bárbara Estrabou          | Carolina Berti                         | Antagonista Infantil  |
| Camila Bordonaba          | Patricia "Pato" Basualdo               | Protagonista Infantil |
| Nicolás Goldschmidt       | Nicolás López                          | Protagonista Infantil |
| Sofía Recondo             | Lucía Kruegger                         | Protagonista Infantil |
| Celeste Cid               | Bárbara Ramirez                        | Protagonista Infantil |
| Diego García              | Martín "Barracuda" Acosta              | Protagonista Infantil |
| Valeria Díaz              | Delfina Araoz                          | Protagonista Infantil |
| Alfonso Burgos            | Matías                                 | Protagonista Infantil |
| Polyana López             | Mora                                   | Protagonista Infantil |
| Carlos Pedevilla          | Coco                                   | Protagonista Infantil |
| Paul Jeannot              | Paul                                   | Principal             |
| Alan Pañale               | Marcos Araoz                           | Recurrente            |
| Luciano Sposo             | Rana                                   | Recurrente            |
| Macarena Comas            | Quela                                  | Recurrente            |

#### Participación
| Actores                     | Papel                   | Participación         |
| --------------------------- | ----------------------- | --------------------- |
| Alicia Zanca                | Amanda del Solar        | Recurrente            |
| Pablo Echarri               | Salvador                | Recurrente            |
| Adriana Salonia             | Andrea                  | Recurrente            |
| Leonardo Fernández da Silva | Diego "Dieguito"        | Protagonista Infantil |
| Divina Gloria               | Dorita                  | Recurrente            |
| Pochi Ducasse               | Elsa Gorriti            | Recurrente            |
| Luis Machín                 | Dr. Mandel              | Recurrente            |
| Sergio Baldini              | Horacio Gutiérrez       | Recurrente            |
| Mónica Buscaglia            | Mimí                    | Recurrente            |
| Carolina Valverde           | Lila                    | Recurrente            |
| Luisana Lopilato            | Niña de la escuela      | Invitada              |
| Nicolás Maiques             | Lobo Solitario          | Invitado              |
| Jonathan Rendón             | Leo                     | Invitado              |
| Iván Mudryj                 | Maxi                    | Invitado              |
| Benjamín Berro              | Agustín                 | Invitado              |
| Nicolás D'Agostino          | Lalo                    | Invitado              |
| María Laura Rivero          | Paula                   | Invitada              |
| Luciana Cafaro              | Julieta Sobrina De Raul | Recurrente            |
| Daniela Nirenberg           | Niña de la escuela      | Invitada              |

### Cuarta temporada  (1998)
En 1998 el hogar se agranda, y más chicos ingresan: Yago (Benjamín Rojas), Nacho (Sebastián Francini), Martina (María Fernanda Neil), Catalina (Catalina Artusi), Luna (Aldana Jussich), Patricio (Patricio Schiavone) y Micaela (Nadine Dwek). Elena "La Momia" Kruegger regresa al hogar como viuda del dueño de la casa e intenta venganza contra Belén y los huérfanos. Belén y Alejo se enamoran más allá de las mentiras y conflictos del pasado, se casan y adoptan a los chicos, abandonando el hogar. Muchos de los chicos encuentran a sus familias biológicas.

#### Elenco
| Actores                   | Papel                                  | Rol                   |
| ------------------------- | -------------------------------------- | --------------------- |
| Romina Yan                | Belén Fraga                            | Protagonista          |
| Facundo Arana             | Alejo Méndez Ayala/Manuel Méndez Ayala | Protagonista          |
| Susana Lanteri            | Elena Kruegger                         | Antagonista           |
| Alberto Fernández de Rosa | Saverio "Gallego" Fernández            | Principal             |
| Guido Kaczka              | Felipe "Piojo" Fraga                   | Principal             |
| Claudio da Passano        | Raúl Garvañatti                        | Principal             |
| Ernesto Claudio           | Guillermo "Don Yiyo" Estevez           | Principal             |
| Mónica Villa              | Martirio Torres                        | Antagonista           |
| Camila Bordonaba          | Patricia "Pato" Basualdo               | Protagonista Infantil |
| Ezequiel Castaño          | Cristián "Mosca" Gómez                 | Protagonista Infantil |
| Nadia di Cello            | Nadia Cáceres                          | Protagonista Infantil |
| Nicolás Goldschmidt       | Nicolás López                          | Protagonista Infantil |
| Daniella Mastricchio      | Sol Méndez Ayala Rivera                | Protagonista Infantil |
| Diego Mesaglio            | Guadalberto "Corcho" Tapón             | Protagonista Infantil |
| Georgina Mollo            | Georgina                               | Protagonista Infantil |
| María Jimena Piccolo      | Jimena Gómez del Solar                 | Protagonista Infantil |
| Santiago Stieben          | Luis Facundo Andrés “Roña” González    | Protagonista Infantil |
| Sofía Recondo             | Lucía Kruegger                         | Protagonista Infantil |
| Guillermo Santa Cruz      | Guillermo Estevez                      | Protagonista Infantil |
| Celeste Cid               | Bárbara Ramirez                        | Protagonista Infantil |
| Diego García              | Martín Acosta "Barracuda"              | Protagonista Infantil |
| Valeria Díaz              | Delfina Araoz                          | Protagonista Infantil |
| Alfonso Burgos            | Matías                                 | Protagonista Infantil |
| Alan Pañale               | Marcos Araoz                           | Recurrente            |
| María Fernanda Neil       | Martina Cuenca                         | Antagonista Infantil  |
| Benjamín Rojas            | Yago Finosi                            | Protagonista Infantil |
| Sebastián Francini        | Ignacio "Nacho" Díaz                   | Protagonista Infantil |
| Catalina Artusi           | Catalina                               | Protagonista Infantil |
| Patricio Schiavone        | Patricio Gazman                        | Protagonista Infantil |
| Nadine Dwek               | Micaela                                | Protagonista Infantil |
| Aldana Jussich            | Luna                                   | Protagonista Infantil |
| Mariano Villa             | Álvaro                                 | Recurrente            |
| Ricardo Lavié             | Michel Berenshe                        | Recurrente            |
| Vita Escardó              | Espíritu de Leticia Rivera             | Invitada              |

#### Participación
- Alicia Zanca  como Amanda Del Solar
- Pochi Ducasse Como Elsa Gorriti
- Horacio Ranieri como Aníbal Arregui
- Roxana Berco Como Marta De Ramírez Madre De Barbarita
- Thelma Biral como Mercedes Quintana
- Andrea del Boca como Paula
- Ricardo Darín como Eduardo Lopez Papá De Nicolás
- Andrea Barbieri como Clara
- Alejo García Pintos como Dr. Gabriel
- Lola Ponce como Serena
- Juan Carlos Ricci como Daniel Montes Guarda cárcel
- Claudio Rissi como Dr. Maciel
- Moro Anghileri como Nora
- Graciela Stéfani como Gloria
- Enrique Otranto como Emilio
- Sergio Baldini Como Horacio Pérez Gutiérrez
- Pablo Ricciardulli como Santiago
- Juan Cruz Soares Gache como Juan Cruz
- Matías Baglivo como Juan Martín
- Alejandro Alzieu como Juan Pablo
- Brian Ruiz como Juan Carlos
- Federico Cernadas como Guido Gutiérrez
- Adolfo Yanelli como Gerardo Díaz Padre De Nacho
- Manuela Sanchez Marino como Zoe
- Luana Pascual como Marité
- Mariano Farrán como Mariano
- Marcela Ferradas como Periodista

### Quinta temporada (1999)
Juan Maza (Darío Grandinetti) es un empresario viudo con siete hijos de entre siete y diecisiete años, a quienes educa de manera rígida y fría. Su noviazgo con Pía Pacheco Acevedo (Millie Stegman) una mujer cruel de clase alta que sólo está interesada en el dinero de su novio sólo empeora el trato que reciben los chicos. Candela Maza de dieciséis años (Marcela Kloosterboer) es la sobrina de Juan y la primera persona que traerá la alegría de vuelta a los Maza. Ana Pizarro (Grecia Colmenares) es una alegre mujer que cuida a los huérfanos que viven en el granero, fundado por Joaquín Maza (Ricardo Lavié).

#### Elenco
| Actores              | Papel                                | Rol                   |
| -------------------- | ------------------------------------ | --------------------- |
| Darío Grandinetti    | Juan Maza                            | Protagonista          |
| Grecia Colmenares    | Ana Pizarro                          | Protagonista          |
| Ricardo Lavié        | Joaquín Maza                         | Principal             |
| Lidia Catalano       | Elsa Martú                           | Principal             |
| Millie Stegman       | Pía Pacheco Acevedo                  | Antagonista           |
| Marcela Kloosterboer | Candela Maza                         | Protagonista Juvenil  |
| Mariano Bertolini    | Mariano Maza                         | Protagonista Juvenil  |
| Camila Bordonaba     | Camila Bustillo                      | Protagonista Juvenil  |
| Nadia di Cello       | María Fernández                      | Protagonista Infantil |
| Benjamín Rojas       | Bautista Arce                        | Protagonista Juvenil  |
| Sebastián Francini   | Sebastián Mansilla                   | Protagonista Infantil |
| Santiago Stieben     | Santiago "Tiago" Varela              | Protagonista Juvenil  |
| Luisana Lopilato     | Luisana Maza                         | Protagonista Juvenil  |
| Guillermo Santa Cruz | Javier Maza                          | Protagonista Juvenil  |
| Agustín Sierra       | Agustín Maza                         | Protagonista Infantil |
| Cristián Belgrano    | Cristián "Titán" Maza                | Protagonista Juvenil  |
| Milagros Flores      | Juana "Juanita" Maza                 | Protagonista Infantil |
| Felipe Colombo       | Felipe Mejía                         | Protagonista Juvenil  |
| Natalia Melcon       | Natalia “Tali” Ramos Pacheco Acevedo | Protagonista Infantil |
| Facundo Caccia       | Facundo Maza                         | Protagonista Infantil |
| Hosana Ricón         | Hosana Maza                          | Protagonista Infantil |
| Agustina Dantiacq    | Inés Maza                            | Protagonista Juvenil  |
| Hernán Cajaraville   | Hernán                               | Protagonista Juvenil  |
| Diego Lazzarin       | Diego "Ventanita"                    | Protagonista Infantil |
| Bárbara Campanella   | Victoria “Toia” Rey                  | Protagonista Infantil |
| Sofía Recondo        | Ana "Anita" Pizarro (adolescente)    | Recurrente            |
| David Bianco         | David                                | Invitado              |
| María Fernanda Neil  | Fernanda                             | Protagonista Juvenil  |
| Lucas Crespi         | Lucas                                | Protagonista Juvenil  |
| Matías Apostolo      | Matías                               | Protagonista Juvenil  |
| Florencia Risso      | Florencia                            | Protagonista Juvenil  |
| Pablo Ricciardulli   | Pedro                                | Recurrente            |
| Federico Barón       | Once "Federico" Martínez             | Invitado              |

#### Participación
- Mónica Villa como Directora del Orfanato "Las Sombras"
- Gustavo Guillen  como Mauro Echagüe
- Ana María Giunta como Raquel, celadora del Orfanato "Las Sombras"
- César Bordón como El Oso
- Natalie Pérez como Victoria "Vicky" Bustamante
- Federico Salles como Paco
- Osvaldo Sabatini como Pablo "Polito" Pacheco Acevedo
- Natalia Lalli como Delfina
- Débora Cuenca como Abril "Doce"
- Mónica Calho como Mechita Ávalos Allerza

### Sexta temporada (2000)
Al final de la temporada anterior,
Inés y Javier se fueron al extranjero acompañados por el abuelo Joaquín para seguir con sus carreras artísticas. Candela y Mariano fueron los únicos que lograron escapar en el globo de Ana.
La historia recomienza con el relato de María, quien cuenta que se enteraron de que Ana y Juan fallecieron en un accidente de avión cuando estaban yendo a la luna de miel. Además, María cuenta que luego de escaparse del orfanato de las sombras, Santiago desapareció con Doce/Abril (una de las huérfanas), y Sebastián se perdió al escaparse.
Los chicos (Camila, Bautista, Felipe, Luisana, Titán, Juanita, Federico/Once, María, Agustín y Tali) terminaron perdiendo todo lo que tenían por segunda vez. Solo quedando con el Libro de la Vida que fue recuperado durante la fuga, que celosamente cuida María. Los chicos llegan al hogar antiguo Rincón de Luz donde vivió Belén, el cual desde la partida de esta, se encuentra abandonado. Sin embargo, los chicos convierten este espacio en su nuevo hogar a cargo de Luz Linares (Romina Gaetani) una bella joven que se hace cargo de los chicos. En el altillo del hogar vive escondido Rafael Sander/Andrés Ferala (Iván Espeche), dueño del hogar, quien se esconde que ha estado aislado allí desde que enviudó. Junto a su mano derecha, Enzo Miranda (Pablo Lizaso) cuida a los chicos de Paula Casani (Patricia Sosa), la inescrupulosa excuñada, que intenta quedarse con el hogar y su fortuna.

#### Elenco
| Actores           | Papel                                | Rol                   |
| ----------------- | ------------------------------------ | --------------------- |
| Romina Gaetani    | Luz Linares                          | Protagonista          |
| Iván Espeche      | Rafael Sander/Andrés Ferala          | Protagonista          |
| Irene Almus       | Chiche Bustamante                    | Principal             |
| Pablo Lizaso      | Enzo Miranda                         | Principal             |
| Patricia Sosa     | Paula Casani                         | Antagonista           |
| Camila Bordonaba  | Camila Bustillo                      | Protagonista Juvenil  |
| Nadia di Cello    | María Fernández                      | Protagonista Infantil |
| Benjamín Rojas    | Bautista Arce                        | Protagonista Juvenil  |
| Luisana Lopilato  | Luisana Maza                         | Protagonista Juvenil  |
| Agustín Sierra    | Agustín Maza                         | Protagonista Infantil |
| Cristián Belgrano | Cristián "Titán" Maza                | Protagonista Juvenil  |
| Milagros Flores   | Juana "Juanita" Maza                 | Protagonista Infantil |
| Felipe Colombo    | Felipe Mejía                         | Protagonista Juvenil  |
| Natalia Melcon    | Natalia “Tali” Ramos Pacheco Acevedo | Protagonista Infantil |
| Axel Marazzi      | Gonzalo                              | Antagonista Juvenil   |
| Candela Gribodo   | Olivia Casani                        | Antagonista Juvenil   |
| Bernardita Flores | Bernardita                           | Antagonista Infantil  |
| Federico Barón    | Once "Federico" Martínez             | Protagonista Infantil |
| Brian Vainberg    | Tok                                  | Protagonista Infantil |
| Philippe Caillon  | Tomas                                | Protagonista Juvenil  |
| Eliana González   | Zoe                                  | Antagonista Juvenil   |

#### Participación
- Darío Lopilato como Ignacio Montero
- Stéfano De Gregorio como Cupido
- Nicolás Goldschmidt como Nacho
- Mariana Seligmann como Pilar
- Leonardo Centeno como Lagarto
- Claudio Tolcachir como Peter Pan
- Belén Scalella como Campanita
- César Bordón  como Amadeus
- Diego García como Matías
- Victoria Mena como Daniela "Dani"
- Facundo Caccia como Tuk
- Ian Soto como Tak
- Federico Cassani como Tek
- Julián Baglieto como Tik
- Xoana Winter como Patsy
- Daniela Nirenberg como Milagros
- Darío Torrens como Alejo
- Maximiliano López como Ezequiel

### Séptima temporada (2001)
Luz, Rafael y Juanita dejan el hogar para ir en busca del hijo perdido de Rafael. Lidia Monteagudo (María Roji) una nueva directora llega al hogar para hacerle la vida imposible a los chicos. Milagros Urién (Agustina Cherri) ya de adulta, regresa al hogar en el rol de celadora, para cuidar a la nueva generación de huérfanos. Mili conoce a Ramiro Linares (Gastón Ricaud) un vecino del hogar que poco después se terminan enamorando. Mili y Ramiro derrotan a Lidia y Michel.

#### Elenco
| Actores                   | Papel                          | Rol                   |
| ------------------------- | ------------------------------ | --------------------- |
| Agustina Cherri           | Milagros Urién                 | Protagonista          |
| Gastón Ricaud             | Ramiro Linares                 | Protagonista          |
| Pablo Lizaso              | Enzo Miranda                   | Principal             |
| Omar Caliccio             | Renzo Miranda                  | Principal             |
| María Rojí                | Lidia Monteagudo               | Antagonista           |
| Lucas Ferraro             | Michel Monteagudo              | Antagonista           |
| Federico Barón            | Federico "Once" Martínez       | Protagonista Infantil |
| Cristián Belgrano         | Cristián "Titán" Maza          | Protagonista Juvenil  |
| Camila Bordonaba          | Camila Bustillo                | Protagonista Juvenil  |
| Felipe Colombo            | Felipe Mejía                   | Protagonista Juvenil  |
| Nadia di Cello            | María Fernández                | Protagonista Infantil |
| Sebastián Francini        | Sebastián Mansilla             | Protagonista Infantil |
| Luisana Lopilato          | Luisana Maza                   | Protagonista Juvenil  |
| Natalia Melcon            | Natalia "Tali" Pacheco Acevedo | Protagonista Infantil |
| Benjamín Rojas            | Bautista Arce                  | Protagonista Juvenil  |
| Agustín Sierra            | Agustín Maza                   | Protagonista Infantil |
| Patricio Benavides        | Patricio                       | Recurrente            |
| Diego García              | Martín                         | Protagonista Juvenil  |
| Jorge Maggio              | Francisco                      | Protagonista Juvenil  |
| Aldana Troncoso           | Julieta                        | Protagonista Juvenil  |
| Micaela Vázquez           | Micaela "Miki"                 | Protagonista Juvenil  |
| Michelle Wiernik          | Michelle                       | Recurrente            |
| Luciana Ojeda             | Marina                         | Recurrente            |
| Geraldine Belén Visciglio | Floppy                         | Recurrente            |

#### Participación
| Actores              | Papel                      | Participación |
| -------------------- | -------------------------- | ------------- |
| Romina Yan           | Belén Fraga                | Invitada      |
| Daniella Mastricchio | Sol Rivera Méndez Ayala    | Invitada      |
| Ezequiel Castaño     | Cristián "Mosca" Gómez     | Invitado      |
| Diego Mesaglio       | Guadalberto "Corcho" Tapón | Invitado      |
| Guillermo Santa Cruz | Guillermo Estevez          | Invitado      |
| Santiago Stieben     | Luis "Roña" González       | Invitado      |
| Nicolás Goldschmidt  | Nicolás López              | Invitado      |
| María Jimena Piccolo | Jimena Gómez del Solar     | Invitada      |
| Sofía Recondo        | Lucía Kruegger             | Invitada      |
| Georgina Mollo       | Georgina                   | Invitada      |
| Viviana Puerta       | Gabriela Morán             | Voz           |

### Elenco General
| Interpretado por          | Personaje                            | Temporada             | Temporada             | Temporada             | Temporada             | Temporada             | Temporada             | Temporada             | Temporada |
| Interpretado por          | Personaje                            | 1                     | 2                     | 3                     | 4                     | 5                     | 6                     | 7                     |           |
| ------------------------- | ------------------------------------ | --------------------- | --------------------- | --------------------- | --------------------- | --------------------- | --------------------- | --------------------- | --------- |
| Romina Yan                | Belén Fraga                          | Protagonista          | Protagonista          | Protagonista          | Protagonista          |                       | Cameo                 | Cameo                 |           |
| Gabriel Corrado           | Martín Morán                         | Protagonista          | Cameo                 |                       |                       |                       |                       |                       |           |
| Facundo Arana             | Alejo/Manuel Méndez Ayala            |                       |                       | Principal             | Protagonista          |                       |                       |                       |           |
| Darío Grandinetti         | Juan Maza                            |                       |                       |                       |                       | Protagonista          |                       |                       |           |
| Grecia Colmenares         | Ana Pizarro                          |                       |                       |                       |                       | Protagonista          |                       |                       |           |
| Romina Gaetani            | Luz Linares                          |                       |                       |                       |                       |                       | Protagonista          |                       |           |
| Iván Espeche              | Rafael Sander/Andrés Ferala          |                       |                       |                       |                       |                       | Protagonista          |                       |           |
| Gastón Ricaud             | Ramiro Linares                       |                       |                       |                       |                       |                       |                       | Protagonista          |           |
| Fernán Mirás              | Facundo Brausen                      | Principal             | Protagonista          | Protagonista          |                       |                       |                       |                       |           |
| Alberto Fernández de Rosa | Saverio "Gallego" Fernández          | Principal             | Principal             | Principal             | Principal             |                       |                       |                       |           |
| Lidia Catalano            | Elsa Martú                           |                       |                       |                       |                       | Principal             | Cameo                 |                       |           |
| Ricardo Lavié             | Michel Berenyé                       |                       |                       |                       | Recurrente            |                       |                       |                       |           |
| Ricardo Lavié             | Joaquín Maza                         |                       |                       |                       |                       | Principal             |                       |                       |           |
| Pablo Lizaso              | Enzo Miranda                         |                       |                       |                       |                       |                       | Principal             | Principal             |           |
| Omar Calicchio            | Renzo Miranda                        |                       |                       |                       |                       |                       |                       | Principal             |           |
| Hilda Bernard             | Carmen Morán                         | Antagonista           | Antagonista           | Antagonista           |                       |                       |                       |                       |           |
| Susana Ortiz              | Matilde Carrasco                     | Antagonista           | Antagonista           |                       |                       |                       |                       |                       |           |
| Jorge Rivera López        | Ramiro Morán                         | Antagonista           |                       |                       |                       |                       |                       |                       |           |
| Natalia Lobo              | Gynette Monier                       | Antagonista           |                       |                       |                       |                       |                       |                       |           |
| Susana Lanteri            | Elena Kruegger                       |                       |                       | Antagonista           | Antagonista           |                       |                       |                       |           |
| Mónica Villa              | Martirio Torres                      |                       |                       |                       | Antagonista           |                       |                       |                       |           |
| Mónica Villa              | Directora del Hogar "Las Sombras"    |                       |                       |                       |                       | Invitada              |                       |                       |           |
| Millie Stegman            | Pía Pacheco Acevedo                  |                       |                       |                       |                       | Antagonista           |                       |                       |           |
| Patricia Sosa             | Paula Casani                         |                       |                       |                       |                       |                       | Antagonista           |                       |           |
| María Rojí                | Lidia Monteagudo                     |                       |                       |                       |                       |                       |                       | Antagonista           |           |
| Lucas Ferraro             | Michel Monteagudo                    |                       |                       |                       |                       |                       |                       | Antagonista           |           |
| Viviana Puerta            | Gabriela Morán                       | Principal             | Principal             | Principal             |                       |                       |                       |                       |           |
| Trinidad Alcorta          | Clara "Clarita"                      | Principal             | Principal             |                       |                       |                       |                       |                       |           |
| Guido Kaczka              | Felipe "Piojo" Fraga                 | Principal             | Principal             | Principal             | Principal             |                       |                       |                       |           |
| Jorge Martínez            | Jorge Clementi                       |                       | Principal             |                       |                       |                       |                       |                       |           |
| Simón Pestana             | Andrés Costa                         |                       | Principal             |                       |                       |                       |                       |                       |           |
| David Masajnik            | Padre Sebastián                      |                       | Principal             |                       |                       |                       |                       |                       |           |
| Michel Brown              | Tomás Linares Pintos                 |                       | Principal             | Recurrente            |                       |                       |                       |                       |           |
| Claudio da Passano        | Raúl Garvañatti                      |                       |                       |                       |                       |                       |                       |                       |           |
| Paul Jeannot              | Paul                                 |                       |                       | Principal             |                       |                       |                       |                       |           |
| Ernesto Claudio           | Guillermo "Don Yiyo" Estevez         |                       |                       |                       | Principal             |                       |                       |                       |           |
| Agustina Cherri           | Milagros "Mili" Urién                | Protagonista Infantil | Protagonista Infantil | Protagonista Infantil |                       |                       |                       | Protagonista          |           |
| Daniella Mastricchio      | Sol Rivera                           | Protagonista Infantil | Protagonista Infantil | Protagonista Infantil | Protagonista Infantil |                       |                       | Invitada              |           |
| Ezequiel Castaño          | Cristián "Mosca" Gómez               | Protagonista Infantil | Protagonista Infantil | Protagonista Infantil | Protagonista Infantil |                       |                       | Invitado              |           |
| María Jimena Piccolo      | Jimena Gómez                         | Protagonista Infantil | Protagonista Infantil | Protagonista Infantil | Protagonista Infantil |                       |                       | Invitada              |           |
| Georgina Mollo            | Georgina                             | Protagonista Infantil | Protagonista Infantil | Protagonista Infantil | Protagonista Infantil |                       |                       | Invitada              |           |
| Solange Verina            | Verónica "Vero" Cisneros             | Protagonista Infantil | Protagonista Infantil |                       |                       |                       |                       |                       |           |
| Marianela Pedano          | Mariela "Maru" Cisneros              | Protagonista Infantil | Protagonista Infantil |                       |                       |                       |                       |                       |           |
| Cinthia Manchado          | Cinthia Álvarez                      | Protagonista Infantil | Protagonista Infantil |                       |                       |                       |                       |                       |           |
| María Laura Vicos         | Laura "La Colo"                      | Protagonista Infantil | Protagonista Infantil |                       |                       |                       |                       |                       |           |
| Michelle Meeus            | Michelle                             | Protagonista Infantil |                       |                       |                       |                       |                       |                       |           |
| Romina Lotoczko           | Romina                               | Protagonista Infantil |                       |                       |                       |                       |                       |                       |           |
| Diego Mesaglio            | Guadalberto "Corcho" Tapón           | Protagonista Infantil | Protagonista Infantil | Protagonista Infantil | Protagonista Infantil |                       |                       | Invitado              |           |
| Santiago Stieben          | Luis Facundo Andrés “Roña” González  | Protagonista Infantil | Protagonista Infantil | Protagonista Infantil | Protagonista Infantil |                       |                       | Invitado              |           |
| Santiago Stieben          | Santiago "Tiago" Varela              |                       |                       |                       |                       | Protagonista Juvenil  |                       |                       |           |
| Guillermo Santa Cruz      | Guillermo Estevez                    | Protagonista Infantil | Protagonista Infantil | Protagonista Infantil | Protagonista Infantil |                       |                       | Invitado              |           |
| Guillermo Santa Cruz      | Javier Maza                          |                       |                       |                       |                       | Protagonista Juvenil  |                       |                       |           |
| Manuela Pal               | Florencia Brucner                    |                       | Protagonista Infantil |                       |                       |                       |                       |                       |           |
| Giuliana Darioli          | Tamara                               |                       | Protagonista Infantil |                       |                       |                       |                       |                       |           |
| Brenda Díaz               | María del Pilar Fernández De Aragon  |                       | Protagonista Infantil |                       |                       |                       |                       |                       |           |
| Mauricio García           | Santiago Fernández De Aragon         |                       | Protagonista Infantil |                       |                       |                       |                       |                       |           |
| Nadia di Cello            | Nadia Cáceres                        |                       | Recurrente            | Protagonista Infantil | Protagonista Infantil |                       |                       |                       |           |
| Nadia di Cello            | María Fernández                      |                       |                       |                       |                       | Protagonista Infantil | Protagonista Infantil | Protagonista Infantil |           |
| Bárbara Estrabou          | Carolina Berti                       |                       | Recurrente            | Antagonista Infantil  |                       |                       |                       |                       |           |
| Camila Bordonaba          | Patricia "Pato" Basualdo             |                       | Invitada              | Protagonista Infantil | Protagonista Infantil |                       |                       |                       |           |
| Camila Bordonaba          | Camila Bustillo                      |                       |                       |                       |                       | Protagonista Juvenil  | Protagonista Juvenil  | Protagonista Juvenil  |           |
| Nicolás Goldschmidt       | Nicolás López                        |                       |                       | Protagonista Infantil | Protagonista Infantil |                       |                       | Invitado              |           |
| Nicolás Goldschmidt       | Nacho                                |                       |                       |                       |                       |                       | Principal             |                       |           |
| Sofía Recondo             | Lucía Kruegger                       |                       |                       | Protagonista Infantil | Protagonista Infantil |                       |                       |                       |           |
| Sofía Recondo             | Ana "Anita" Pizarro (adolescente)    |                       |                       |                       |                       | Recurrente            |                       |                       |           |
| Celeste Cid               | Bárbara Ramirez                      |                       |                       | Protagonista Infantil | Protagonista Infantil |                       |                       |                       |           |
| Diego García              | Martín "Barracuda" Acosta            |                       |                       | Protagonista Infantil | Protagonista Infantil |                       |                       |                       |           |
| Diego García              | Matías                               |                       |                       |                       |                       |                       | Recurrente            |                       |           |
| Diego García              | Martín                               |                       |                       |                       |                       |                       |                       | Protagonista Juvenil  |           |
| Valeria Díaz              | Delfina Araoz                        |                       |                       | Protagonista Infantil | Protagonista Infantil |                       |                       |                       |           |
| Alfonso Burgos            | Matías                               |                       |                       | Protagonista Infantil | Protagonista Infantil |                       |                       |                       |           |
| Polyana López             | Mora                                 |                       |                       | Protagonista Infantil |                       |                       |                       |                       |           |
| Carlos Pedevilla          | Coco                                 |                       |                       | Protagonista Infantil |                       |                       |                       |                       |           |
| María Fernanda Neil       | Martina Cuenca                       |                       |                       |                       | Protagonista Infantil |                       |                       |                       |           |
| María Fernanda Neil       | Fernanda                             |                       |                       |                       |                       | Protagonista Juvenil  |                       |                       |           |
| Benjamín Rojas            | Yago Finosi                          |                       |                       |                       | Protagonista Infantil |                       |                       |                       |           |
| Benjamín Rojas            | Bautista Arce                        |                       |                       |                       |                       | Protagonista Juvenil  | Protagonista Juvenil  | Protagonista Juvenil  |           |
| Sebastián Francini        | Ignacio "Nacho" Díaz                 |                       |                       |                       | Protagonista Infantil |                       |                       |                       |           |
| Sebastián Francini        | Sebastián Mansilla                   |                       |                       |                       |                       | Protagonista Infantil | Protagonista Infantil | Protagonista Infantil |           |
| Catalina Artusi           | Catalina                             |                       |                       |                       | Protagonista Infantil |                       |                       |                       |           |
| Patricio Schiavone        | Patricio Gazman                      |                       |                       |                       | Protagonista Infantil |                       |                       |                       |           |
| Nadine Dwek               | Micaela                              |                       |                       |                       | Protagonista Infantil |                       |                       |                       |           |
| Aldana Jussich            | Luna                                 |                       |                       |                       | Protagonista Infantil |                       |                       |                       |           |
| Marcela Kloosterboer      | Candela Maza                         |                       |                       |                       |                       | Protagonista Juvenil  |                       |                       |           |
| Mariano Bertolini         | Mariano Maza                         |                       |                       |                       |                       | Protagonista Juvenil  |                       |                       |           |
| Luisana Lopilato          | Niña de la escuela                   |                       |                       | Invitada              |                       |                       |                       |                       |           |
| Luisana Lopilato          | Luisana Maza                         |                       |                       |                       |                       | Protagonista Juvenil  | Protagonista Juvenil  | Protagonista Juvenil  |           |
| Agustín Sierra            | Agustín Maza                         |                       |                       |                       |                       | Protagonista Infantil | Protagonista Infantil | Protagonista Infantil |           |
| Cristián Belgrano         | Cristián "Titán" Maza                |                       |                       |                       |                       | Protagonista Juvenil  | Protagonista Juvenil  | Protagonista Juvenil  |           |
| Milagros Flores           | Juana "Juanita" Maza                 |                       |                       |                       |                       | Protagonista Infantil | Protagonista Infantil | Protagonista Infantil |           |
| Felipe Colombo            | Felipe Mejía                         |                       |                       |                       |                       | Protagonista Juvenil  | Protagonista Juvenil  | Protagonista Juvenil  |           |
| Natalia Melcon            | Natalia “Tali” Ramos Pacheco Acevedo |                       |                       |                       |                       | Protagonista Infantil | Protagonista Infantil | Protagonista Infantil |           |
| Facundo Caccia            | Facundo Maza                         |                       |                       |                       |                       | Protagonista Infantil |                       |                       |           |
| Facundo Caccia            | Tuk                                  |                       |                       |                       |                       |                       | Recurrente            |                       |           |
| Hosana Ricón              | Hosana Maza                          |                       |                       |                       |                       | Protagonista Infantil |                       |                       |           |
| Agustina Dantiacq         | Inés Maza                            |                       |                       |                       |                       | Protagonista Juvenil  |                       |                       |           |
| Hernán Cajaraville        | Hernán                               |                       |                       |                       |                       | Protagonista Juvenil  |                       |                       |           |
| Diego Lazzarin            | Diego "Ventanita"                    |                       |                       |                       |                       | Protagonista Infantil |                       |                       |           |
| Bárbara Campanella        | Victoria “Toia” Rey                  |                       |                       |                       |                       | Protagonista Infantil |                       |                       |           |
| David Bianco              | David                                |                       |                       |                       |                       | Invitado              |                       |                       |           |
| Lucas Crespi              | Lucas                                |                       |                       |                       |                       | Protagonista Juvenil  |                       |                       |           |
| Matías Apostolo           | Matías                               |                       |                       |                       |                       | Protagonista Juvenil  |                       |                       |           |
| Florencia Risso           | Florencia                            |                       |                       |                       |                       | Protagonista Juvenil  |                       |                       |           |
| Pablo Ricciardulli        | Santiago                             |                       |                       |                       | Recurrente            |                       |                       |                       |           |
| Pablo Ricciardulli        | Pedro                                |                       |                       |                       |                       | Recurrente            |                       |                       |           |
| Federico Barón            | Once "Federico" Martínez             |                       |                       |                       |                       | Invitado              | Protagonista Infantil | Protagonista Infantil |           |
| Axel Marazzi              | Gonzalo                              |                       |                       |                       |                       |                       | Antagonista Juvenil   |                       |           |
| Candela Gribodo           | Olivia Casani                        |                       |                       |                       |                       |                       | Antagonista Juvenil   |                       |           |
| Bernardita Flores         | Bernardita                           |                       |                       |                       |                       |                       | Antagonista Infantil  |                       |           |
| Brian Vainberg            | Tok                                  |                       |                       |                       |                       |                       | Protagonista Infantil |                       |           |
| Philippe Caillon          | Tomas                                |                       |                       |                       |                       |                       | Protagonista Juvenil  |                       |           |
| Eliana González           | Zoe                                  |                       |                       |                       |                       |                       | Antagonista Juvenil   |                       |           |
| Jorge Maggio              | Francisco                            |                       |                       |                       |                       |                       |                       | Protagonista Juvenil  |           |
| Aldana Troncoso           | Julieta                              |                       |                       |                       |                       |                       |                       | Protagonista Juvenil  |           |
| Micaela Vázquez           | Micaela "Miki"                       |                       |                       |                       |                       |                       |                       | Protagonista Juvenil  |           |
| Michelle Wiernik          | Michelle                             |                       |                       |                       |                       |                       |                       | Recurrente            |           |
| Luciana Ojeda             | Marina                               |                       |                       |                       |                       |                       |                       | Recurrente            |           |
| Geraldine Belén Visciglio | Floppy                               |                       |                       |                       |                       |                       |                       | Recurrente            |           |
| Mabel Landó               | Valentina Pereira                    | Principal             |                       |                       |                       |                       |                       |                       |           |
| Gladys Florimonte         | Ernestina Correa                     | Principal             |                       |                       |                       |                       |                       |                       |           |
| Lucrecia Capello          | Emilia Gutiérrez                     | Recurrente            |                       |                       |                       |                       |                       |                       |           |
| Hugo Cosiansi             | Hernán Ochoa                         | Recurrente            |                       |                       |                       |                       |                       |                       |           |
| Guadalupe Martínez Uría   | Dolores Agüero                       | Recurrente            |                       |                       |                       |                       |                       |                       |           |
| Octavio Borro             | Tobías Echagüe                       | Recurrente            |                       |                       |                       |                       |                       |                       |           |
| Luciano Castro            | Luciano "Tano" Ponce                 | Recurrente            |                       |                       |                       |                       |                       |                       |           |
| Mariano "Chino" Fernández | Pablo "Pochi" Marenco                | Recurrente            |                       |                       |                       |                       |                       |                       |           |
| Nano Recondo              | Facha                                | Recurrente            |                       |                       |                       |                       |                       |                       |           |
| Noelia Castaño            | Lorena Sánchez                       | Recurrente            |                       |                       |                       |                       |                       |                       |           |
| Natalia Lalli             | Carolina Hernández                   | Recurrente            |                       |                       |                       |                       |                       |                       |           |
| Nilda Raggi               | Lala                                 | Recurrente            |                       |                       |                       |                       |                       |                       |           |
| Abel Sáenz Buhr           | Fernando Agüero                      | Recurrente            |                       |                       |                       |                       |                       |                       |           |
| Pablo Matar               | Julián                               | Recurrente            |                       |                       |                       |                       |                       |                       |           |
| Nicolás Leivas            | Matías                               | Recurrente            |                       |                       |                       |                       |                       |                       |           |
| Juan Pablo Martínez       | Pablo                                | Recurrente            |                       |                       |                       |                       |                       |                       |           |
| Bryan Forciniti           | Lucio                                | Recurrente            |                       |                       |                       |                       |                       |                       |           |
| Vita Escardó              | Leticia Rivera                       | Recurrente            |                       |                       | Invitada              |                       |                       |                       |           |
| Tincho Zabala             | Alejandro Clementi                   |                       | Recurrente            |                       |                       |                       |                       |                       |           |
| Daniel Rodrigo Martins    | Javier Mendoza                       |                       | Recurrente            |                       |                       |                       |                       |                       |           |
| Alan Pañale               | Marcos Araoz                         |                       |                       | Recurrente            | Recurrente            |                       |                       |                       |           |
| Luciano Sposo             | Rana                                 |                       |                       | Recurrente            |                       |                       |                       |                       |           |
| Macarena Comas            | Quela                                |                       |                       | Recurrente            |                       |                       |                       |                       |           |
| Mariano Villa             | Álvaro                               |                       |                       |                       | Recurrente            |                       |                       |                       |           |

## Teatro
La franquicia contó con seis temporadas teatrales realizadas en el Teatro Gran Rex, entre 1996 y 2001. Superó el millón de espectadores, siendo el espectáculo teatral más visto en la historia argentina.

## Banda sonora
La música fue compuesta y escrita por Cris Morena y Carlos Nilson. Cada temporada sacó a la venta un disco. De los 9 álbumes que editó Chiquititas, se llegaron a vender más de cuatro millones de copias en todo el mundo.

### La música de Chiquititas (1995)
| Temporada | Canción              | Intérpretes                       |
| --------- | -------------------- | --------------------------------- |
| 1995      | Rechufas             | las chiquititas                   |
| 1995      | Había una vez        | Agustina Cherri-las demás (coros) |
| 1995      | Señales              | las chiquititas                   |
| 1995      | ¿Por qué Dios?       | Romina Yan                        |
| 1995      | Hasta diez           | las chiquititas                   |
| 1995      | Mentiritas           | Marianela Pedano-Agustina Cherri  |
| 1995      | Todo todo            | Romina Yan-las chiquititas        |
| 1995      | Igual a los demás    | María Jimena Piccolo              |
| 1995      | Blue jean baby tatúa | los tiburones                     |
| 1995      | Te encontré          | Romina Yan-Gabriel Corrado        |

### La música de Chiquititas volumen 2 (1996)
| Temporada | Canción                | Intérpretes                                             |
| --------- | ---------------------- | ------------------------------------------------------- |
| 1996      | Al fin                 | Romina Yan                                              |
| 1996      | Me pasan cosas         | Agustina Cherri-las chiquititas (coros)                 |
| 1996      | Me hace llorar         | Romina Yan                                              |
| 1996      | Corazón con agujeritos | Daniella Mastricchio-Romina Yan-las chiquititas (coros) |
| 1996      | El cheff Saverio       | Alberto Fernández de Rosa- chufos y chufas              |
| 1996      | Chufachá               | Las chiquititas-Romina Yan                              |
| 1996      | Malísima               | Hilda Bernard-las chiquititas                           |
| 1996      | Crecer                 | María Jimena Piccolo-las demás (coros)                  |
| 1996      | A Berlín               | Chufos y chufas                                         |
| 1996      | Amigas                 | Las chiquititas                                         |

### La música de Chiquititas volumen 3 (1997)
| Temporada | Canción            | Intérpretes                                         |
| --------- | ------------------ | --------------------------------------------------- |
| 1997      | Chufachón          | Romina Yan-chufos y chufas                          |
| 1997      | Por una sola vez   | Agustina Cherri                                     |
| 1997      | Brujas feas        | Hilda Bernard-Bárbara Estrabou                      |
| 1997      | Que hiciste que    | Diego Mesaglio-María Jimena Piccolo-chufos y chufas |
| 1997      | La edad del pavo   | chufos y chufas                                     |
| 1997      | Penitas            | Nadia Di Cello-Romina Yan-chufos y chufas (coros)   |
| 1997      | Enamorada de todos | Georgina Mollo                                      |
| 1997      | Rinconcito de luz  | Chufas                                              |
| 1997      | Papá               | Nicolás Goldschmidt                                 |
| 1997      | El beso            | Ezequiel Castaño                                    |
| 1997      | Todavía            | Romina Yan                                          |

### Chiquititas Volumen 4 (1998)
El álbum recibió un disco de platino por la Cámara Uruguaya de Productores de Fonogramas, en 1999.
| Temporada | Canción                     | Intérpretes                    |
| --------- | --------------------------- | ------------------------------ |
| 1998      | Dame una CH                 | Romina Yan-chufos y chufas     |
| 1998      | Estoy Loco                  | Romina Yan-Facundo Arana       |
| 1998      | Chiquititas                 | Romina Yan-chufos y chufas     |
| 1998      | Lu, Lucita                  | Santiago Stieben-Sofía Recondo |
| 1998      | Celeste y blanco            | chufos y chufas                |
| 1998      | Estúpida, romántica, idiota | Romina Yan                     |
| 1998      | Pimpollo                    | Romina Yan-chufos y chufas     |
| 1998      | Volar mejor                 | Romina Yan-chufos y chufas     |
| 1998      | No puede ser                | Ezequiel Castaño               |
| 1998      | 24 Horas                    | chufos y chufas                |

### Chiquititas Volumen 5 (1999)
| Temporada | Canción             | Intérpretes                                            |
| --------- | ------------------- | ------------------------------------------------------ |
| 1999      | Siempre Chiquititas | Chufos y chufas                                        |
| 1999      | Patito feo          | Milagros Flores-Chufos y chufas                        |
| 1999      | Soltate             | Grecia Colmenares-Marcela Kloosterboer-Chufos y chufas |
| 1999      | Candela             | Benjamin Rojas-Chufos y chufas                         |
| 1999      | Álbum de la Vida    | Grecia Colmenares-Marcela Kloosterboer-Chufos y chufas |
| 1999      | Adolescente         | Chufos y chufas                                        |
| 1999      | Ventanita           | Diego Lazzarin-Chufos y chufas                         |
| 1999      | Sr. Amor            | Chufos y chufas                                        |
| 1999      | Pajarito            | Marcela Kloosterboer-Mariano Bertolini-Matias Apostolo |
| 1999      | Recordar            | Grecia Colmenares-Chufos y chufas                      |

### Grandes éxitos (1995 y 1999)
| Temporada | Canción                | Intérpretes                                             |
| --------- | ---------------------- | ------------------------------------------------------- |
| 1995      | Había una vez          | Agustina Cherri                                         |
| 1995      | Todo todo              | Chufas                                                  |
| 1995      | Mentiritas             | Marianela Pedano-Agustina Cherri                        |
| 1996      | Corazón con agujeritos | Daniella Mastricchio-Romina Yan-las chiquititas (coros) |
| 1996      | Chufa Chá              | Chufas                                                  |
| 1997      | Penitas                | Nadia Di Cello-Romina Yan-chufos y chufas (coros)       |
| 1997      | Rinconcito de Luz      | Chufas                                                  |
| 1998      | Pimpollo               | Romina Yan-chufos y chufas                              |
| 1998      | Chiquititas            | Chufas                                                  |
| 1998      | 24 Horas               | Chufos y chufas                                         |
| 1999      | Siempre Chiquititas    | Chufos y chufas                                         |
| 1999      | Álbum de la Vida       | Grecia Colmenares-Marcela Kloosterboer-Chufos y chufas  |
| 1996      | Ángeles cocineros      | Chufos y chufas                                         |
| 1998      | Juguete para armar     | Chufos y chufas                                         |
| 1996      | Viva la Vida           | Chufos y chufas                                         |

### Chiquititas Volumen 6 (2000)
| Temporada | Canción           | Intérpretes                                         |
| --------- | ----------------- | --------------------------------------------------- |
| 2000      | Chiquititas 2000  | Romina Gaetani - Chufos y chufas                    |
| 2000      | Mi chica          | Felipe Colombo - Camila Bordonaba                   |
| 2000      | Tilín tilín       | Nadia Di Cello - Chufos y chufas                    |
| 2000      | Te miro y tiemblo | Romina Gaetani - Iván Espeche                       |
| 2000      | Rebelde           | Chufos y chufas                                     |
| 2000      | Pequeño amor      | Benjamin Rojas - Luisana Lopilato Jesús Martín losa |
| 2000      | Pan y queso       | Chufos y chufas                                     |
| 2000      | Luz de estrella   | Romina Gaetani - Chufos y chufas                    |
| 2000      | Compañero         | Chufos y chufas                                     |
| 2000      | Abre, entra       | Chufos y chufas                                     |

### Lo mejor de la música para festejar la primavera (2000)
| Temporada | Canción                        | Intérpretes             |
| --------- | ------------------------------ | ----------------------- |
| 2000      | La calle chiquitas (Comedia 1) | Nadia Di Cello - Elenco |
| 2000      | Adiós mamá                     |                         |
| 2000      | Renuncio a ser adulto          | Chufos y chufas         |
| 2000      | Te necesito papá 2000          | Agustín Sierra          |
| 2000      | Campanita (Comedia 2)          | Chufos y chufas         |
| 2000      | ¡ay Tok! (Comedia 3)           | Chufos y chufas         |

### Las nuevas canciones del teatro 2000 (2000)
| Temporada | Canción                               | Intérpretes                                                |
| --------- | ------------------------------------- | ---------------------------------------------------------- |
| 2000      | El Parque de Ilusiones (Juntos)       | Chufos y chufas                                            |
| 2000      | Gitana                                | Romina Gaetani                                             |
| 2000      | El juicio (Condenada)                 | Romina Gaetani-Patricia Sosa-Chufos y chufas               |
| 2000      | Milagro de Amor (Guerreros de la luz) | Romina Gaetani-Iván Espeche-Nadia Di Cello-Chufos y chufas |

### Chiquititas Volumen 7 (2001)
| Temporada | Canción                              | Intérpretes                       |
| --------- | ------------------------------------ | --------------------------------- |
| 2001      | Amor chiquito                        | Nadia Di Cello-Patricio Benavides |
| 2001      | Pacto de amor                        | Benjamin Rojas-Luisana Lopilato   |
| 2001      | Esperanza                            | Chufos y chufas                   |
| 2001      | Ay amor                              | Felipe Colombo-Camila Bordonaba   |
| 2001      | Ventanita de los sueños              | Agustina Cherri-Chufos y chufas   |
| 2001      | Amigo mío                            | Chufos y chufas                   |
| 2001      | Vuela                                | Agustina Cherri-Gastón Ricaud     |
| 2001      | Chiquititas baila así                | Chufos y chufas                   |
| 2001      | Todo bien                            | Chufos y chufas                   |
| 2001      | Mi vida es mía                       | Chufos y chufas                   |
| 2001      | Chiquititas baila así (instrumental) | Chufos y chufas                   |
| 2001      | Rebelde (instrumental)               | Chufos y chufas                   |

### Chiquititas: Rincón de Luz (Banda original de sonido de la película, 2001)
1. Rinconcito de Luz (apertura)
2. Pimpollo
3. Penitas
4. Hasta diez
5. Había una vez
6. Pienso en ti
7. Todo todo
8. Rebelde
9. Ángeles cocineros
10. Rinconcito de Luz

### Discografía inédita
1996
1. Chicos y Chicas
2. Hay un ángel
3. Viva la vida
4. Pánico (Michel Brown)
5. Pienso en ti (Michel Brown)
6. Corazón con agujeritos (Navidad)

1997
1. Me pasan cosas, Vos y yo
2. Chiquititas
3. Feliz Cumpleaños
4. Chicos y Chicas (versión cumbia)
5. Hay un ángel (1997)
6. En el comienzo
7. Ángel cocinero (Alberto Fernández de Rosa)
8. Navidad
9. Año nuevo

1998
1. Espejito Rebotón (Susana Lanteri)
2. En el fondo (María Jimena Piccolo, Benjamin Rojas)
3. Juguete para armar
4. Te quiero y me duele
5. Feliz Cumpleaños (1998)

1999
1. Elegir
2. Por Favor
3. Noni Noni
4. Los miedos
5. Por un año más
6. El amor es ilusión
7. Ángeles Cocineros
8. Mundos diferentes
9. Pienso en ti (Felipe Colombo, Camila Bordonaba)
10. Todo todo (1999)
11. Volar mejor (1999)
12. Viva la vida (1999)
13. En el comienzo (1999)
14. Espejito rebotón (1999)
15. Patito Feo (Ricardo Lavié)

2000
1. Sólo mío
2. Hijo perdido
3. Dame tu mano
4. Te llevo a volar
5. Todo todo (2000)
6. Juguete para armar (2000)

2001
1. Alebrije
2. Duérmete
3. Duele dejarte
4. Okey
5. Hay amores
6. Vuela (Teatro)
7. Malísima (2001)
8. Los miedos (2001)
9. Volar mejor (2001)
10. Guerreros de la luz (2001)

## Premios y nominaciones
| Año  | Premio         | Categoría                       | Nominado                                                           | Resultado |
| ---- | -------------- | ------------------------------- | ------------------------------------------------------------------ | --------- |
| 1997 | Martín Fierro  | Mejor programa infantil/juvenil | Chiquititas                                                        | Ganador   |
| 1997 | Martín Fierro  | Revelación                      | Agustina Cherri                                                    | Ganador   |
| 1998 | Martín Fierro  | Mejor programa infantil/juvenil | Chiquititas                                                        | Ganador   |
| 1998 | Martín Fierro  | Mejor actuación infantil        | María Jimena Piccolo                                               | Nominado  |
| 1999 | Martín Fierro  | Mejor programa infantil/juvenil | Chiquititas                                                        | Ganador   |
| 1999 | Martín Fierro  | Mejor actuación infantil        | Sebastian Francini                                                 | Ganador   |
| 1999 | Premios Gardel | Mejor álbum infantil            | Chiquititas Vol. 4                                                 | Nominado  |
| 2000 | Martín Fierro  | Mejor actuación infantil        | Sebastian Francini                                                 | Nominado  |
| 2001 | Premios Gardel | Mejor álbum infantil            | Chiquititas Vol. 5                                                 | Nominado  |
| 2001 | Premios Gardel | Mejor álbum infantil            | Chiquititas Vol. 6                                                 | Nominado  |
| 2002 | Premios Gardel | Mejor álbum infantil            | Banda original de sonido de la película Chiquititas, Rincón de Luz | Ganador   |
| 2002 | Grammy Latinos | Mejor álbum infantil            | Chiquititas Vol. 7                                                 | Nominado  |

## Emisión internacional
Tras el éxito cosechado en su país de origen, Chiquititas llegó a verse en más de 36 países de América Latina, Europa y Asia, entre los que se destacaron las cadenas internacionales: Boomerang, Disney Channel y Nickelodeon para toda la región, hasta Canal 6 en Israel.
- Brasil: SBT.
- Chile: Canal 13 (1996) y Chilevisión (1998).
- Colombia: Canal Uno.
- Ecuador: Ecuavisa.
- España: Megatrix
- Latinoamérica: Boomerang Latinoamérica (2006-2007, 2009) y Disney Channel Latinoamérica (2006-2007).
- Grecia: Alter Channel (2001-2002) y ET1 (2002-2004, 2007-2009).
- Israel: Arutz Hayeladim.
- México: Azteca 7 y ZAZ.
- Paraguay: Canal 13 (1996-1998) y Telefuturo (1999-2002, 2006-2007).
- Perú: Frecuencia Latina.
- Uruguay: Monte Carlo TV.
- Venezuela: RCTV (1996) y Venevisión (2006).

## Adaptaciones
En 1997, Brasil realizó su primera adaptación a través de SBT titulada igualmente "Chiquititas".
En 1998, México realizó su propia versión a través de TV Azteca titulada igualmente "Chiquititas", la cual logró tener éxito esperado por la audiencia de esa época en la cadena,solamente Tuvo una temporada.
En 2003 la misma Cris Morena (en Argentina) realizó un spinoff (con otra historia) titulada "Rincón de Luz" a través de Canal 9 y posteriormente de América.
En 2006, la misma Cris Morena realiza otra versión (con otra historia) con el título de "Chiquititas sin fin o Chiquititas 2006" y en su cadena original de Telefe. Entre 2007-2008 Portugal realizó su propia versión de esta historia a través de SIC titulada igualmente "Chiquititas". Dicha versión sacó a la venta 2 CDs.
Se realizó una adaptación en Rumanía entre el 2007-2008.
La quinta y sexta temporada se proyectaron en Brasil y Grecia en 2008.
]
Fue emitida entre septiembre de 2007 y abril de 2008 en Latinoamérica por Disney Channel.
Dentre 2013 y 2016 se emitio una nueva versión brasileña también de SBT titulada con el mismo nombre de "Chiquititas".

### Largometraje
En 2001 la tira tuvo su versión cinematográfica. La película Chiquititas: Rincón de Luz, fue dirigida por José Luis Massa y supervisada por la creadora de la serie televisiva, Cris Morena. Estuvo protagonizada por Romina Yan, Facundo Arana y Juan Leyrado en los roles principales, junto con el elenco de las temporadas 1999-2001.

## Recepción

### Críticas
En sus inicios, Chiquititas recibió críticas generalmente negativas por parte de la opinión pública, quienes consideraban que el programa era de «mala calidad». La idea argumental de que un hogar de niños huérfanos sea descrito como un espacio hermoso también fue fuertemente criticado por la escasa opinión pública. Otro de los puntos clave que derivó en la crítica negativa de la prensa fue en el final de la quinta temporada, en dónde los protagonistas y demás personajes adultos fueron eliminados trágicamente de la historia después de un accidente y los niños son enviados a la prisión infantil «Hogar de las Sombras» de la que escapan, lo que fue considerado por algunos críticos como «cualquier cosa menos ingenioso» y demasiado traumático para los niños», y recibió críticas por la "incoherencia y crueldad injustificada" del escritor.

### Audiencia y mercadotecnia
Pese a las críticas negativas recibidas por parte de la crítica en sus inicios, Chiquititas se convirtió rápidamente en un éxito de audiencias en Argentina,Uruguay e Israel y posteriormente se expandió a más de 36 países de América Latina, Europa y Asia,principalmente entre los niños y adolescentes, lo que derivó con el lanzamiento de una variada mercadotecnia que incluyó diversos productos.
La serie se convirtió rápidamente en un fenómeno comercial entre el público infantil y juvenil y generó más de 150 productos con licencia en Argentina y Uruguay. Además de las obras de teatro y sus bandas sonoras, Chiquititas, contó con un sin fin de artículos de merchandising destinados al público infantil, desde stickers, cosméticos, álbum de figuritas, juguetes, artículos escolares, indumentaria hasta alfombras y bicicletas, entre otros. Además la telenovela contó con una revista mensual, editada desde 1996 hasta 2006.Considerada como una marca registrada de TyC Entertainment (que a su vez pertenece al conglomerado de Grupo Telefe), Chiquititas fue una de las franquicias comerciales mas populares y exitosas en la historia de la televisión argentina y fue la que consolidó a Cris Morena en el mercado y la convirtió en una reconocida y poderosa productora. Fue la marca de licencias infantil-juvenil más grande de Argentina entre 1995 y 2003, siendo superada por Floricienta (2004 - 2007) y posteriormente por Patito Feo (2007 - 2011), Violetta (2012 - 2015) y Soy Luna (2016 - 2018). 